# Acanthermia modesta
Acanthermia modesta är en fjärilsart som beskrevs av W. Warren 1889. Acanthermia modesta ingår i släktet Acanthermia och familjen nattflyn. Inga underarter finns listade i Catalogue of Life.